# Богатырёв, Абумуслим Магомедович
Абумуслим Магомедович Богатырёв (род. 28 августа 1984, Каспийск, Дагестанская АССР) — российский футболист, полузащитник.

## Карьера
В 2007 году заявился в составе сочинской «Жемчужины-А», откуда перешёл из махачкалинского «Динамо». В 2007 году перебрался в Казахстан, где играл за «Кайсар». После чего выступал за геленджикский «Спартак». В 2009 году вновь вернулся в «Кайсар», за который отличился один раз ударом со штрафного в ворота «Жетысу». В том же году выступал за узбекский Алмалык, однако вскоре покинул клуб и перешёл в «Локомотив» Лиски. Далее были «Радиан-Байкал» и «Амур-2010». В 2013 году покинул клуб. В сезоне 2013/2014 выступал за «Сахалин». С лета 2014 года вновь игрок «Локомотива» Лиски. В июле 2016 года подписал контракт с курским «Авангардом». В марте 2018 года подписал контракт с клубом «Легион-Динамо». 10 марта 2018 года, выйдя на замену на 73-й минуте выездного матча против клуба «Спартак-Нальчик» дебютировал за «Легион-Динамо».

## Достижения
- Победитель Первенства ПФЛ 2016/17.